# Bandar-e Homejni
Bandar-e Homejni, egyéb átírásokban Bandar Emám Homejni, Bandar-Khomeini, Bandar-e Emam Khomeyni, Bandare-Homejnī stb. (perzsa: بندرامام خمینی) kikötőváros Irán délnyugati részén. Korábban (1979 előtt) Bandar-e Sáhpur, illetve Bender-e Sahpur volt a magyarra átírt neve (perzsa:  بندر شاهپور). Jelenlegi nevét Ruholláh Homeini vallási vezetőről, az 1979-es iráni forradalom egyik vezéralakjáról kapta.
A transziráni vasút végállomásán fekszik, amely összeköti a Perzsa-öbölt Teheránon át a Kaszpi-tengerrel. 
1968-ban kikötőjét a legkorszerűbb eszközökkel szerelték fel, majd az 1970-es években a Közel-Kelet egyik leghatalmasabb petrolkémiai ipartelepét hozták itt létre. A kikötőjének ma hét terminálja van, 40 horgonyzóhellyel és kb. 6,5 km-es homlokzata.

## Fordítás
- Ez a szócikk részben vagy egészben  a   Bandar-e Emam Khomeyni című angol Wikipédia-szócikk fordításán alapul.  Az eredeti cikk szerkesztőit annak laptörténete sorolja fel. Ez a jelzés csupán a megfogalmazás eredetét és a szerzői jogokat jelzi, nem szolgál a cikkben szereplő információk forrásmegjelöléseként.